# Jacek Musiał
Jacek Musiał (ur. 31 lipca 1948 w Krakowie) – profesor dr hab. medycyny. 

## Życiorys
Specjalista II stopnia z zakresu chorób wewnętrznych, immunologii klinicznej i alergologii, kierownik Oddziału Autoimmunologii i Zaburzeń Hemostazy II Katedry Chorób Wewnętrznych CM UJ.
Autor ponad 130 publikacji naukowych, promotor 12 przewodów doktorskich. Pełni obecnie funkcję prezesa Towarzystwa Internistów Polskich.